# Ptahmosze, Thotmesz fia
Ptahmosze ókori egyiptomi főpap volt, Ptah memphiszi főpapja a XVIII. dinasztia idején, IV. Thotmesz uralkodása alatt és III. Amenhotep uralkodásának elején.
Ptahmoszét egy mészkő sztélé említi fivérével, Meriptahhal együtt. Apjuk Thotmesz vezír, anyjuk Taui. Ptahmosze számos címet viselt: nemesember, kormányzó, hivatalában nagy, fontos személy a palotában, szem-pap, Ptah főpapja. Fivére, Meriptah is jól ismert, ő III. Amenhotep halotti templomának háznagya, valamint Ptah thébai főpapja volt. Ptahmoszét Szakkarában temették el.

## Fordítás
- Ez a szócikk részben vagy egészben  a   Ptahmose, son of Thutmose című angol Wikipédia-szócikk ezen változatának fordításán alapul.  Az eredeti cikk szerkesztőit annak laptörténete sorolja fel. Ez a jelzés csupán a megfogalmazás eredetét és a szerzői jogokat jelzi, nem szolgál a cikkben szereplő információk forrásmegjelöléseként.